# Xian de Dawa
Pour les articles homonymes, voir Dawa (homonymie).
Le xian de Dawa (大洼县 ; pinyin : Dàwā Xiàn) est un district administratif de la province du Liaoning en Chine. Il est placé sous la juridiction de la ville-préfecture de Panjin.

## Démographie
La population du district était de 385 612 habitants en 1999.

## Divisions administratives
Le xian de Dawa est divisé en six sous-districts et dix bourgs.
- Sous-districts : Erjiegou (二界沟街道), Dawa (大洼街道), Tianjia (田家街道), Yushu (榆树街道), Yulou (于楼街道), Wangjiazhen (王家街道).
- Bourgs : Tianzhuangtai (田庄台镇), Dongfeng (东风镇), Xinkai (新开镇), Qingshui (清水镇), Xinxing (新兴镇), Xi'an (西安镇), Xinli (新立镇), Tangjia (唐家镇), Ping'an (平安镇), Zhaoquanhe (赵圈河镇).